# Рагимова, Гытыш Гейдар кызы
Гытыш Гейдар кызы Рагимова (азерб. Qıtış Heydər qızı Rəhimova; 15 июня 1918, Джеванширский уезд — ?) — советский азербайджанский хлопковод, Герой Социалистического Труда (1948).

## Биография
Родилась 15 июня 1918 года в селе Эвоглу Джеванширского уезда Азербайджанской Демократической Республики (ныне село в Тертерском районе).
В 1934—1974 годах — колхозница, звеньевая, бригадир колхоза «Революция» Мирбаширского района. В 1947 году получила урожай хлопка 93,1 центнеров с гектара на площади 3 гектара.
Указом Президиума Верховного Совета СССР от 10 марта 1948 года за получение в 1947 году высоких урожаев хлопка Рагимовой Гытыш Гейдар кызы присвоено звание Героя Социалистического Труда с вручением ордена Ленина и золотой медали «Серп и Молот».
С 1974 года — пенсионер союзного значения.